# Elkton (Minnesota)
Elkton es una ciudad ubicada en el condado de Mower en el estado estadounidense de Minnesota. En el Censo de 2010 tenía una población de 141 habitantes y una densidad poblacional de 42,01 personas por km².

## Geografía
Elkton se encuentra ubicada en las coordenadas 43°39′37″N 92°42′23″O / 43.66028, -92.70639. Según la Oficina del Censo de los Estados Unidos, Elkton tiene una superficie total de 3.36 km², de la cual 3.36 km² corresponden a tierra firme y (0%) 0 km² es agua.

## Demografía
Según el censo de 2010, había 141 personas residiendo en Elkton. La densidad de población era de 42,01 hab./km². De los 141 habitantes, Elkton estaba compuesto por el 93.62% blancos, el 0% eran afroamericanos, el 0% eran amerindios, el 0% eran asiáticos, el 0.71% eran isleños del Pacífico, el 1.42% eran de otras razas y el 4.26% pertenecían a dos o más razas. Del total de la población el 1.42% eran hispanos o latinos de cualquier raza.